# Korzeniec (Dąbrowa Górnicza)
Korzeniec – dzielnica Dąbrowy Górniczej położona na północ od centrum miasta, obejmująca ulice od Zielonej do Dziewiątego (Stary i Nowy Korzeniec). Przyłączona do Dąbrowy w 1923 r. 
Nazwa pochodzi od dużej ilości korzeni znajdywanych przy uprawie ziemi. Tereny bliżej Zielonej nazywane są również Kłodą, co dowodzi, że odnajdywano tam w ziemi drewniane kłody.
W pobliżu dzielnicy znajduje się również Park Zielona o pow. 12,0 ha, miejsce spacerów i wypoczynku. Tutaj też od kilku lat organizowane są  masowe imprezy kulturalne miasta. Z drugiej strony dzielnicy, znajduje się zbiornik wodny Pogoria III.

### Galeria

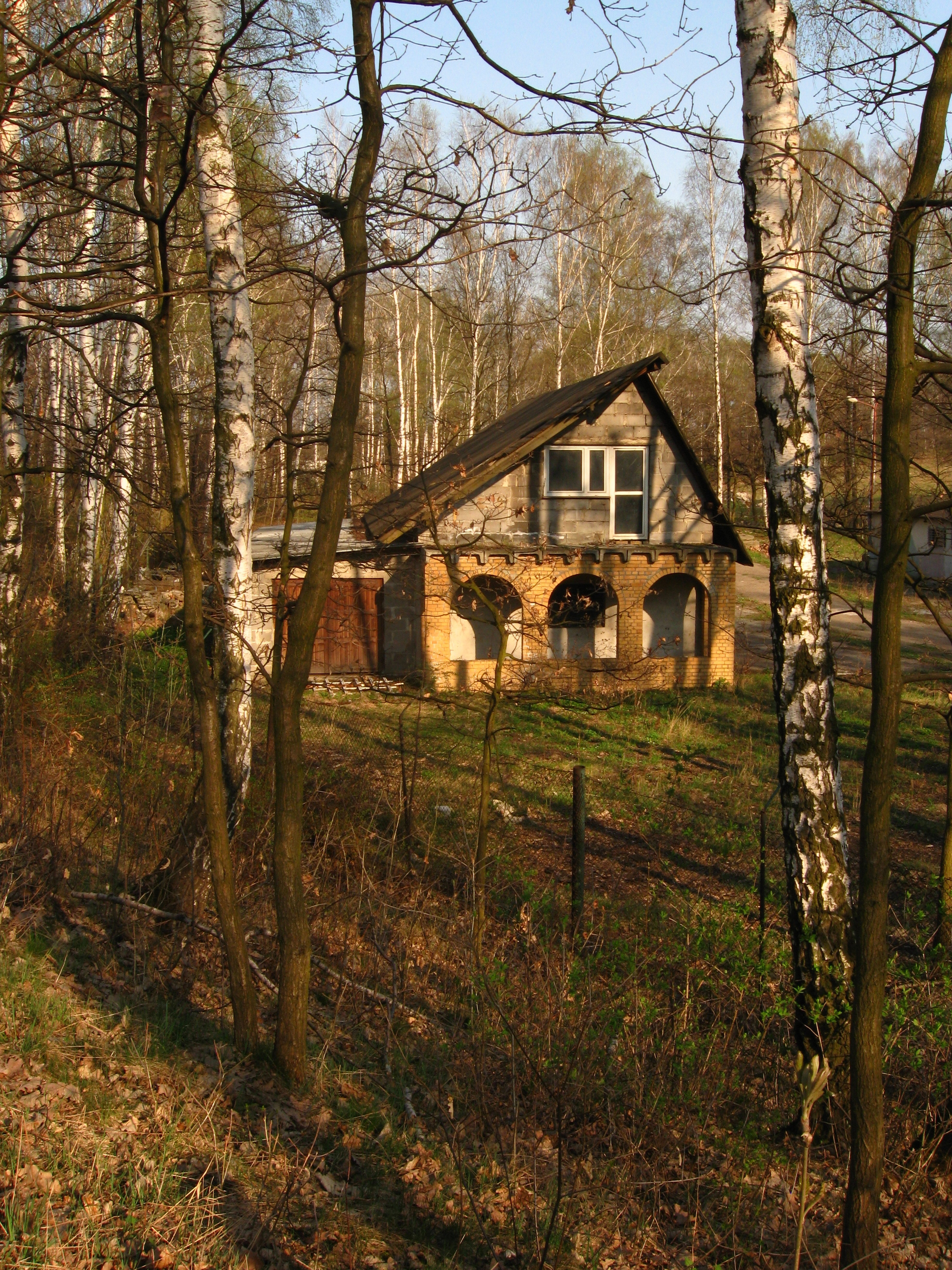
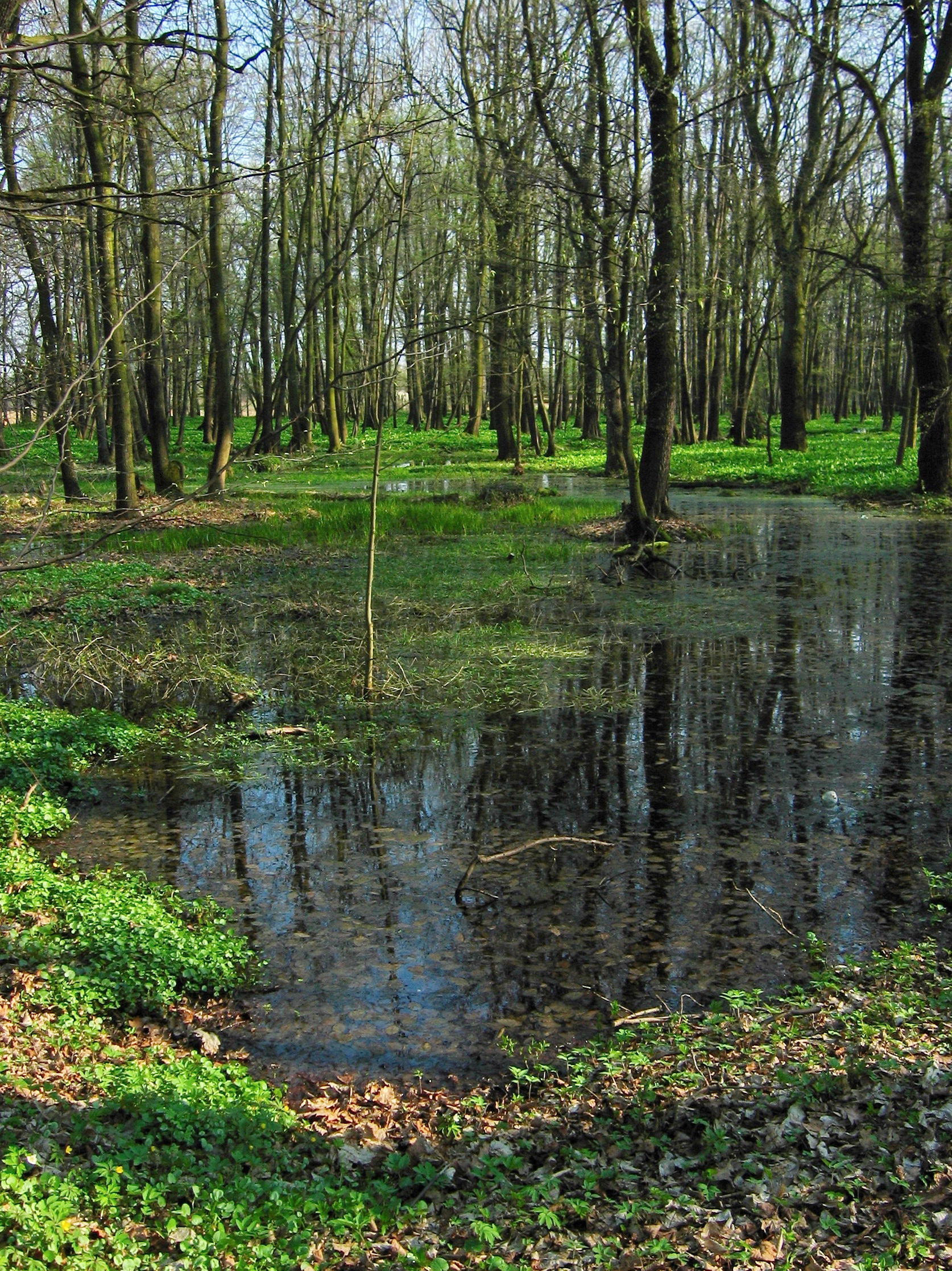

## Ulice
- Adamskiego
- Asnyka
- Cupiała
- Dolna
- Długosza
- Dubois
- Dutkiewicza
- Graniczna
- Hempla
- Janowska
- Kasprowicza
- Konopnickiej
- Korzeniec
- Krzynówki
- Limanowskiego
- Łącząca
- Malinowe Górki
- Narodowa
- Odrodzenia
- Olszowa
- Pękalskich
- Powstańców
- Robotnicza
- Siewierska
- Skalskiego
- Śliwińskiego
- Wspólna
- Zielona Dolina